# コンゴ人民共和国

コンゴ人民共和国
République Populaire du Congo

国の標語: Travail, Démocratie, Paix
（フランス語: 労働、民主主義、平和）国歌: Les Trois Glorieuses（フランス語）
栄光の三日間
 

コンゴ人民共和国（コンゴじんみんきょうわこく、仏：République populaire du Congo）は、1969年12月にコンゴ共和国に成立した、自ら認めるところの社会主義国（「共産主義国」）である。コンゴ労働党（仏：Parti congolais du travail, PCT）に率いられたが、1990年代初頭のアフリカを席巻していた複数政党制改革の波の中、1991年に国名を改め、翌年の3月15日までにPCT政権は消滅した。

## 人口統計
1988年のコンゴ人民共和国の人口は2,153,685人だった。15の異なる民族集団が存在していたが、多くはコンゴ人、サンガ人、ンボチ人、もしくはバテケ人だった。8,500人のヨーロッパ人が同時に存在し、多くはフランス人の家系だった。フランス語は公用語だったが、他にもコンゴ語とリンガラ語などが認知された言語となっていた。人口の大部分はブラザヴィルのような都市部に集中していた。識字率は80%だったが、乳児死亡率も高かった。

## 歴史
コンゴ人民共和国は政府を転覆させた左翼過激派によって組織されたクーデターの成功後、ブラザヴィルで宣言された。マリアン・ングアビは国家元首の地位に着き、クーデターの二年後には国家を社会主義国に変えた。国民議会の廃止後、ングアビはコンゴ労働党(PCT)として知られるマルクス＝レーニン主義政党を結成し、党は新たに成立した社会主義国の単一政党となった。ングアビは1977年に暗殺された。
他のアフリカの共産主義国と同様に、コンゴ人民共和国はソビエト連邦及び東側諸国の一部と緊密な関係を結んだ。この連合関係は1977年のングアビの死後も強くあり続けた。PCT政権はまたフランスとの緊密な関係を維持した。
1991年の半ば、主権国民会議は populaire（「人民」）の文字を国家の正式名称から取り去り、一方でまたPCT政権下で用いられていた国旗と国歌をも変更した。主権国民会議はPCT政権を終わらせ、過渡的な首相として行政権力を与えられていたアンドレ・ミロンゴを指名した。ドニ・サスヌゲソ大統領は過渡期の儀礼的な職の間官職に留まることを許された。

## ギャラリー

コンゴ軍軍旗(1970年-1992年)。
コンゴのラウンデル(1970年-1992年)。